# Volvo P1900
Volvo P1900, är en tvåsitsig sportbil från Volvo, tillverkad 1956–1957. Under sin tillverknings- och försäljningstid kallades bilen Volvo Sport. Efteråt har den fått beteckningen P1900.

## Historik
Volvos första sportbil, P1900, startade som tanke 1953 då Volvos dåvarande direktör Assar Gabrielsson såg Chevrolets nya sportvagn Chevrolet Corvette. Assar Gabrielsson inledde ett samarbete med båttillverkaren Glasspar i Kalifornien som fick i uppdrag att ta fram glasfiberkarossen till P1900, chassit skulle Volvos egna tekniker konstruera. Den 2 juni 1954 var det premiär för de fyra prototyperna av P1900. Volvo hade gjort en rörram till karossen och försett den med drivlina och hjulupphängning från Volvo PV 444. Motorn var en trimmad B4B-motor som gavs beteckningen B14A, Motorn gav 70 hk SAE. Den nye VD:n för Volvo Gunnar Engellau beslöt efter att ha provkört modellen att tillverkningen skulle läggas ned eftersom han ansåg den alltför farlig. Bilen tillverkades från 1956 till 1957 och produktionen uppgick till 67 bilar utöver de fyra prototyperna.
Volvos Helmer Petterson testkörde en Volvo Sport under trettio dagar till i början på mars 1956. Den 1600 mil långa resan gick genom Europa och Nordafrika. Bilen hade registreringsnummer O23581.
Bilen hade ursprungligen röd skinnklädsel och tillverkades i färgerna ljusgrå (med röda fälgar), gul och ljusblå. Suffletten var i samtliga fall svart med röda lister.